# Antiphrisson minor
Antiphrisson minor là một loài ruồi trong họ Asilidae. Antiphrisson minor được Lehr miêu tả năm 1970. Loài này phân bố ở vùng Cổ Bắc giới.